# Алгабас (Келесский район)
Алгабас (каз. Алғабас) — село в Келесском районе Туркестанской области Казахстана. Административный центр Кошкаратинского сельского округа. Код КАТО — 515471100.

## Население
В 1999 году население села составляло 513 человек (257 мужчин и 256 женщин). По данным переписи 2009 года, в селе проживали 643 человека (329 мужчин и 314 женщин).